# Stapleford Abbotts
Stapleford Abbotts is een civil parish in het bestuurlijke gebied Epping Forest, in het Engelse graafschap Essex met 1008 inwoners.